# حارة وادي يعيش (صنعاء)

تعديل مصدري - تعديل

وادي يعيش هي إحدى حارات حي سدس الروض بمدينة الروضة شمال العاصمة اليمنية "صنعاء"، بلغ تعداد سكانها 1715 نسمة حسب تعداد اليمن لعام 2004.